# Voivodato di Siedlce

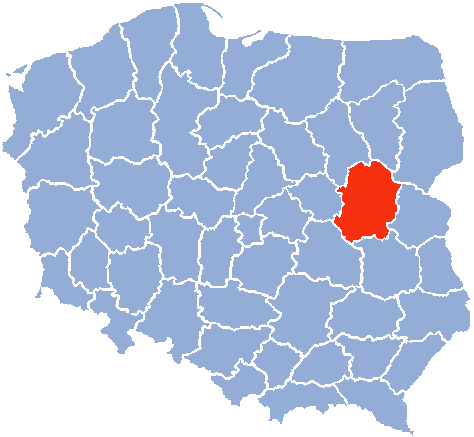
Voivodato di Siedlce

Il voivodato di Siedlce (in polacco: województwo siedleckie) fu un'unità di divisione amministrativa e governo locale della Polonia negli anni 1975 - 1998. Dopo la nuova suddivisione in voivodati del 1999, il voivodato di Siedlce non esiste più, e parte dei suoi territori sono stati divisi tra voivodato della Masovia e voivodato di Lublino.
La capitale era Siedlce.

## Principali città (popolazione nel 1995)
- Siedlce (74.100)
- Mińsk Mazowiecki (35.000)
- Łukow (32.000)